# Botanica Serbica
Botanica Serbica je научни часопис који издаје Институт за ботанику и Ботаничка башта Јевремовац и који објављује радове из свих области ботанике.

## О часопису
Botanica Serbica је међународни часопис са отвореним приступом, који издаје Институт за ботанику и Ботаничка башта Јевремовац Биолошког факултета Универзитета у Београду. Часопис под овим именом редовно излази од 2009. године у електронској и папирној форми. Botanica Serbica објављује оригиналне научне радове из свих сфера ботанике, као и биологије гљива и микроорганиизама. Сви радови су рецензирани и објављују се на енглеском језику са кратким резимеом на српском.

### Историјат
Botanica Serbica je часопис са традицијом дугом 90 година. Иако под овим именом излази од 2009. године, заправо представља преименовани наставак часописа Гласник Ботаничког завода и баште Универзитета у Београду основаног 1928. године који је са прекидима излазио до 2000. године.

### Периодичност излажења
Годишње се објављује један волумен са две свеске

## Електронски облик часописа
Часопис у електронској форми излази од 2009. године eISSN: 1821-2638

## Индексирање у базама података
Web of Science, Science Citation Index Expanded, SCOPUS, CABI, AGRIS, CEEAS, DOAJ, CEO, EBSCO, MIAR, NCBI Molecular Biology Database, RG, e-journals, BIOLOGICAL ABSTRACTS, Veterinary Science Database, BIOSIS PREVIEWS, Current Contents - Agriculture, Biology & Environmental Sciences, SNIP, SJR, CiteScore, APPlatforms, ROAD